# Katetometr

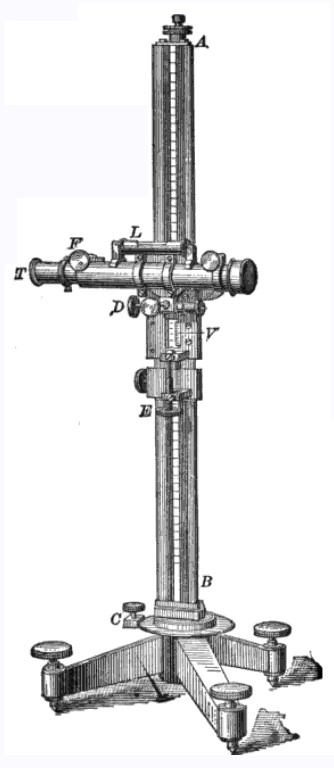
Rysunek katetometru

Katetometr (gr. kátheos + metréō) – przyrząd służący do mierzenia odległości pionowych, lub przesunięć pionowych, Składa się z ruchomego wokół osi pionowej statywu, który jest osadzony na trójnogu. Statyw zaopatrzony jest dodatkowo w pionową skalę, po której przesuwa się suwak z noniuszem. Dodatkowo do suwaka zamocowana jest lunetka z krzyżem z nici pajęczych, oraz poziomica.
Regulację ustawienia przyrządu w pionie zapewniają ruchome nogi statywu.
Pomiar polega na zgraniu przecięcia się nici pajęczych z określonym punktem znajdującym się na przedmiocie mierzonym, następnie odczytaniu położenia lunetki na skali statywu,